# David A. R. White
Pour les articles homonymes, voir White et David.
David Andrew Roy White, le plus souvent crédité David A. R. White, est un acteur, réalisateur, scénariste et producteur de cinéma américain né le 12 mai 1970 à Dodge City. Il est le cofondateur de Pinnacle Peak Pictures, une société de production de films chrétiens évangéliques.

## Biographie
David A.R. White grandit dans une petite ville agricole située près de Dodge City. Il est le fils d'un pasteur mennonite.

## Carrière
David A. R. White déménage à Los Angeles, en Californie, à l'âge de 19 ans. Six mois après son arrivée à Los Angeles, il obtient le rôle d'Andrew Phillpot, dans la série de CBS appelé "Evening Shade" (1990-1994). Il fait également des apparitions dans d'autres séries télévisées, comme "Coach", Sauvés par le gong, Les Sœurs Reed et Melrose Place. Il apparait dans des films tels que "La Visitation", une adaptation du roman de Frank Peretti, "Bells of Innocence" avec Chuck Norris et "Mercy Streets", film pour lequel il est nommé au prix "Guide Film Awards" du meilleur acteur , . En 1999, il joue dans le film The Moment After et sa suite en 2006 The Moment After 2: The Awakening. En 2004, White joue aux côtés de Stephen Baldwin, Kevin Downes, Eric Roberts et Jeffrey Dean Morgan pour le film Six: The Mark Unleashed.
En 2005, il fonde Pure Flix (devenue Pinnacle Peak Pictures), une société de production de films chrétiens évangéliques avec Michael Scott, Russell Wolfe and Elizabeth Travis.
En 2009, il interprète l'agent du FBI David Ramsey dans le film In the Blink of an Eye. En 2011, il joue dans le film d'action Jerusalem Countdown, et en 2012, il joue et réalise le film Brother White. En 2014, il joue dans Dieu n'est pas mort, puis dans sa suite en 2016 Dieu n'est pas mort 2, . En 2015, il a joué Wayne dans Faith of Our Fathers aux côtés de Kevin Downes, un drame sur les vétérans de la guerre du Vietnam.
En 2016, il publie le livre Between Heaven and Hollywood: Chasing Your God-Given Dream , .
En décembre 2016, il annonce la préparation de Dieu n'est pas mort 3.

## Filmographie partielle

### Cinéma
- 1990 : Geronimo d'Edward T. McDougal
- 1999 : The Moment After de Wes Llewellyn
- 2006 : The Moment After 2: The Awakening de Wes Llewellyn
- 2014 : Dieu n'est pas mort de Harold Cronk
- 2016 : Dieu n'est pas mort 2 de Harold Cronk
- 2018 : Dieu n'est pas mort : Une lumière dans les ténèbres de Michael Mason
- 2021 : Dieu n'est pas mort : Nous, le Peuple de Vance Null

### Télévision
- 1993 : Melrose Place (série télévisée) (épisode Cold Turkey)